# Dawn of the Black Hearts
Dawn of the Black Hearts este cel de-al doilea album live al formației Mayhem. De fapt este un bootleg; în ciuda acestui fapt, albumul face parte din discografia oficială a formației (este unicul bootleg care apare în Encyclopaedia Metallum).
Versiunea originală a fost lansată în 1995 de către Mauricio "Bull Metal" Montoya, bateristul formației Masacre și patronul casei de discuri Warmaster Records din Columbia. Această versiune a fost produsă în doar 300 de copii și conține doar 8 piese; ulterior albumul a fost relansat de mai multe ori, multe dintre versiuni conținând 4 piese suplimentare. Cele 8 piese care apar în versiunea originală au fost înregistrate în timpul unui concert din Sarpsborg, Norvegia în data de 28 februarie 1990. Cele 4 piese suplimentare au fost înregistrate în timpul unui concert din Ski, Norvegia în 1986, solistul vocal fiind Messiah; în unele versiuni care conțin cele 4 piese suplimentare apare în mod eronat concertul ca având loc în Lillehammer, Norvegia și solistul vocal ca fiind Maniac.
Albumul este notoriu din cauza copertei care este o fotografie făcută de Euronymous cadavrului lui Dead la scurt timp după ce acesta s-a sinucis. Coperta este clasată pe primul loc în clasamentul "Cele mai controversate 50 de coperți de albume din toate timpurile".

## Lista pieselor
- Piesele 1, 2 și 7 sunt de pe Deathcrush
- Piesele 3, 4 și 6 sunt de pe De Mysteriis Dom Sathanas
- Piesele 5, 8 și 10 sunt de pe Pure Fucking Armageddon
- Piesele de pe versiunea originală

1. "Deathcrush" - 03:36
2. "Necrolust" - 04:19
3. "Funeral Fog" - 06:38
4. "Freezing Moon" - 06:06
5. "Carnage" - 04:18
6. "Buried By Time And Dust" - 05:46
7. "Chainsaw Gutsfuck" - 03:59
8. "Pure Fucking Armageddon" - 03:15

- Piesele suplimentare incluse pe multe dintre versiunile ulterioare

1. "Danse Macabre"[5] - 01:10
2. "Black Metal"[6] - 03:00
3. "Procreation (Of The Wicked)"[5] - 02:40
4. "Welcome To Hell"[6] - 03:46

## Personal
Piesele 1 - 8
- Dead - vocal
- Euronymous - chitară
- Necrobutcher - chitară bas
- Hellhammer - baterie

Piesele 9 - 12
- Messiah - vocal
- Euronymous - chitară
- Necrobutcher - chitară bas
- Manheim - baterie